# Matt Sorum
Matt Sorum  (Long Beach, Kalifornija, 19. studenog 1960.) bivši je bubnjar hard rock sastava Guns N' Roses i sadašnji bubnjar Velvet Revolvera, koji je osnovao sa svojim kolegama Saulom Hudsonom, poznatijim pod imenom Slash i bas gitaristom Duffom McKaganom. U Gunse je došao kao zamjena za Stevena Adlera. Nakon raspada Velvet Revolvera započinje solo karijeru.